# برايان باردن
برايان باردن (بالإنجليزية: Brian Barden)‏ هو لاعب كرة قاعدة أمريكي، ولد في 2 أبريل 1981 في Templeton, California ‏ في الولايات المتحدة.

## وصلات خارجية
- برايان باردن على موقع دوري كرة القاعدة الرئيسي (الإنجليزية)
- برايان باردن على موقع الدوري الياباني لكرة القاعدة (الإنجليزية)
- برايان باردن على موقعبيزبول رفرنس.كوم (الدوري الرئيسي) (الإنجليزية)
- برايان باردن على موقعبيزبول رفرنس.كوم (الدوري الثانوي) (الإنجليزية)
- برايان باردن على موقع إي إس بي إن.كوم (أم.أل.بي) (الإنجليزية)
- برايان باردن على موقع مشجعي الرسوم البيانية (الإنجليزية)
- برايان باردن على موقع أوليمبيديا (الإنجليزية)